# Rafael Bori Llobet
Rafael Bori Llobet (Poblenou, Barcelona, 4 d'abril de 1894 - Barcelona, 15 de desembre de 1938) va ser un publicista i expert en administració d'empreses català.
Fill del professor Antoni Bori i Fontestà, de Badalona, i de Concepció Llobet Funosas. Va ser un dels pioners en les tècniques d'organització comercial i un dels noms més rellevants dels inicis de la publicitat tècnica a Catalunya i Espanya. Va proposar noves formes de modernització de l'administració empresarial i mètodes per arribar al consumidor, sovint important dels EUA noves formes d'organitzar el negoci.
A les dècades de 1920 i 1930 va fer nombroses conferències sobre organització comercial, mètodes d'organització i nous sistemes de publicitat. Va dirigir les edicions de la "Setmana de l'Organització Comercial" i va partipar a l'estranger en congressos com a representant de la publicitat espanyola.
També va escriure nombroses publicacions i llibres sobre la publicitat. Juntament amb Josep Gardó va publicar "La biblioteca de l'home de negocis", una sèrie de volums en els quals es recollien un bon nombre de les seves obres, i que els anys 1932-1933 va ser tot un èxit en el món empresarial.
Va viure al Masnou, on fou publicitari i dependent. El 1916 es casà amb Carmen Giacosa de Settimo Perelló i tingueren dues filles: Rafaela i Carmen. Va ser tècnic de distribució als Laboratoris Cusí i professor i president del patronat de l'Escola de Treball i d'Estudis Secundaris del Masnou durant la Segona República.
Va ser mort durant la Guerra Civil espanyola per la seva ideologia de dretes a la txeca de Sant Elies de Barcelona, on havia estat portat per una comissió del Servei d'Informació Militar (SIM) en el marc de la repressió en la zona republicana.